# Acacoyagua
Acacoyagua è un comune dello stato del Chiapas, Messico.  Conta 16 814 abitanti e le sue coordinate sono 15°20′N 92°40′W.

Le sue origini sono precolombiane ma non si hanno dati certi in merito all'esatto periodo in cui ci furono i primi insediamenti.

Dal 1983, in seguito alla divisione del Sistema de Planeación, è ubicata nella regione economica VIII: Soconusco.